# Chou (Kazakhstan)
Pour les articles homonymes, voir Chou.
Chou (en kazakh : Шу, en russe : Шу), connue jusqu'en 1992 sous le nom de Tchou (en russe : Чу), est une localité de l’oblys de Djamboul au Kazakhstan. Elle fait partie du district éponyme dont la ville de Tolié Bi est le chef-lieu.

## Géographie
La localité est située sur le fleuve Tchou et à 265 km au nord-est de Taraz, chef-lieu de l'oblys de Djamboul.

## Économie
Chou est un centre d'échanges important pour le sud du Kazakhstan et le nord du Kirghizistan. C'est là que se croisent la liaison est-ouest du Turksib (la voie ferrée Turkestan-Sibérie) et la ligne qui court vers Astana et Petropavl, au nord du Kazakhstan.

Chaque jour, de nombreux voyageurs en provenance d'Astana, se dirigent vers Bichkek en marchroutkas ou autres taxis.

La ville est également voit passer également un fret ferroviaire important.